# Roland RE-201

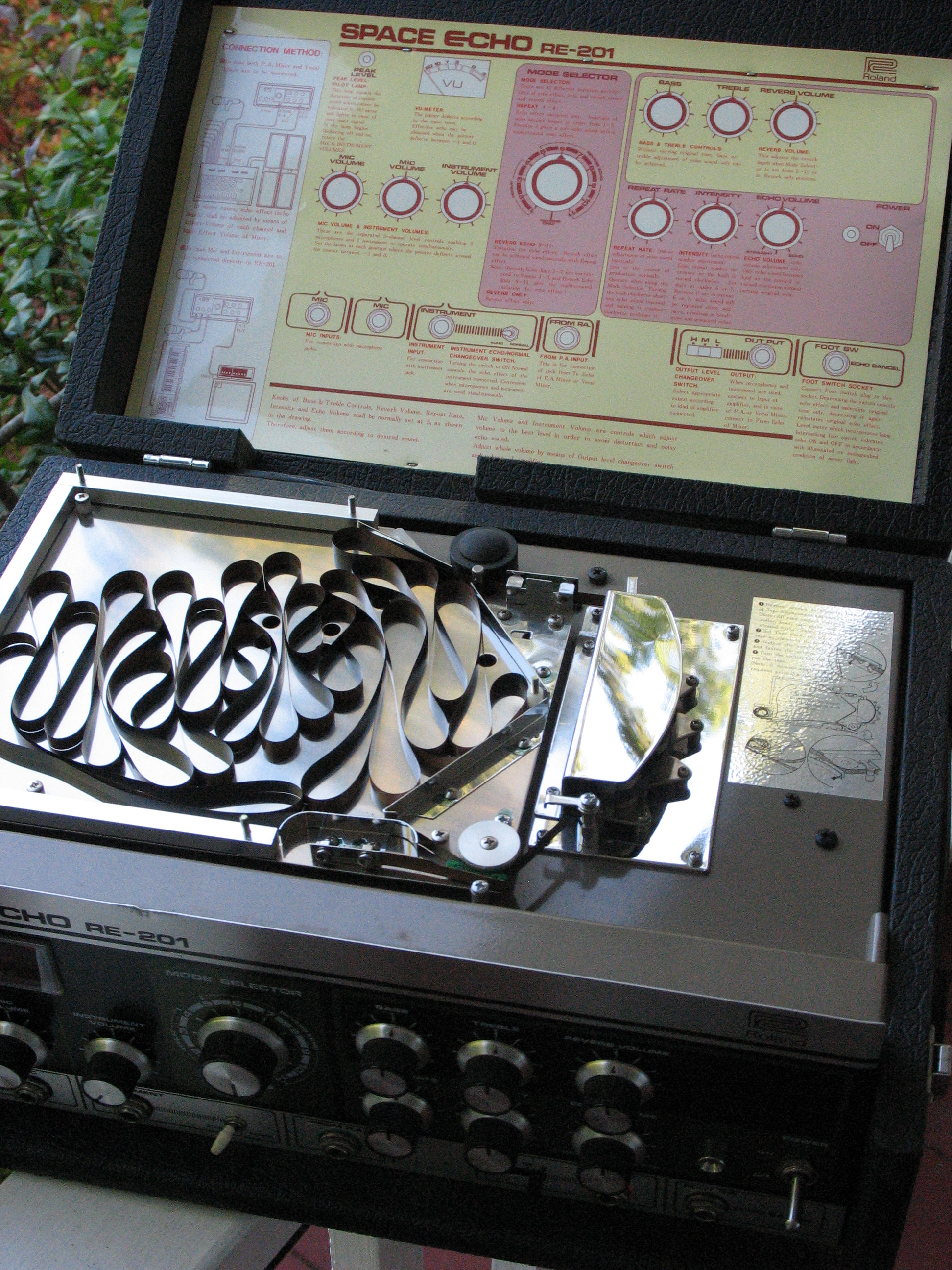
RE-201 Tape Transport

Le Roland RE-201, communément appelé Space Echo, est un delay à bande produit par Roland Corporation. Produit de 1974 à 1990, il a été largement utilisé et continue d'être préféré à d'autres delay numériques par un certain nombre de guitaristes et artistes de musique électronique qui font l'éloge de sa qualité sonore et de sa fiabilité.

## Autres effets Roland de la série RE

### RE-100
Un des premiers modèle de delay à bande, le RE-100 est produit par Roland à partir de 1973.

### RE-200
Un delay très similaire au RE-100, la seule différence notable est la présence d'un effet "spring reverb" sur le RE-200.

### RE-101
Produit en même temps que le RE-201 en tant que seconde génération des delay "RE", le RE-101 remplace le RE-100 en apportant des améliorations au niveau de la fabrication et de la robustesse.

### RE-150
Le RE-150 est une amélioration du RE-101.

### RE-301
Le RE-301 est un RE-201 classique auquel ont été ajoutées quelques possibilités : un looper en plus d'un écho, un effet chorus et la possibilité de contrôler certains paramètres du delay grâce à une pédale au pied.

### RE-501 / SRE-555
Le dernier effet à bande produit par Roland alors que les reverb et delay numériques s'imposaient.